# Kazunari Koga
Kazunari Koga (古賀 一成, Koga Kazunari) est un footballeur japonais né le 17 avril 1972 dans la préfecture de Shizuoka. Il évoluait au poste de milieu de terrain.